# National-Airlines-Flug 967
Am 16. November 1959 stürzte auf dem National-Airlines-Flug 967 (Flugnummer: NA967, Funkrufzeichen: NATIONAL 967), einem Inlandslinienflug der National Airlines von Miami über Tampa nach New Orleans, eine Douglas DC-7B in den Golf von Mexiko. Alle 42 Insassen starben. Da nur wenige Trümmerteile aufgefunden waren, konnte die Unfallursache nie geklärt werden. Es wird vermutet, dass die Maschine abstürzte, nachdem eine Bombe an Bord explodiert war.

## Maschine
Bei der auf Flug 976 eingesetzten Maschine handelte es sich um eine Douglas DC-7B, die ihren Erstflug im Jahr 1957 absolviert hatte und am 15. Januar 1958 an Delta Air Lines ausgeliefert wurde. Die Maschine trug die Modellseriennummer 922 und die Werknummer 45355. Die Maschine wurde am 14. Januar 1958 an Delta Air Lines ausgeliefert und am 22. Januar 1958 auf diese zugelassen. Das viermotorige Langstreckenflugzeug war mit vier Sternmotoren des Typs Wright R-3350 ausgestattet. Bis zum Zeitpunkt des Unfalls hatte die Maschine eine Gesamtbetriebsleistung von 6578 Betriebsstunden absolviert.

## Passagiere und Besatzung
Den Flug hatten 36 Passagiere angetreten. Es befand sich eine sechsköpfige Besatzung an Bord, bestehend aus zwei Flugkapitänen (davon einem in der Rolle des Ersten Offiziers), einem Flugingenieur, einem FAA-Beamten und zwei Flugbegleiterinnen:
- Der 43-jährige Flugkapitän Frank Eugene Todd war seit 1951 bei National Airlines eingestellt. Er verfügte über 14.700 Stunden Flugerfahrung, wovon 400 Stunden auf die Douglas DC-7 entfielen.
- Der 34-jährige Erste Offizier Dick Sheridian Beebee wurde im Februar 1953 als Erster Offizier eingestellt und im Januar 1957 zum Flugkapitän befördert. Er hatte von seinen 8.710 Stunden Flugerfahrung 400 Stunden im Cockpit der Douglas DC-7 absolviert.
- Der 31-jährige Flugingenieur George Henry Clark Jr. war im März 1944 durch National Airlines als auszubildender Mechaniker eingestellt worden. Im März 1951 wurde er zum Mechaniker und im Dezember 1952 zum Flugingenieur befördert. Seine Flugerfahrung belief sich auf 6.585 Flugstunden.
- Der FAA-Beamte Jack Atkinson war ebenfalls als Besatzungsmitglied gelistet.
- Die beiden Flugbegleiterinnen auf dem Flug waren Patricia Ann Hires und Donna Jean Osburn.

## Unfallhergang
Die Maschine stürzte um 00:55 Uhr Ortszeit unter unbekannten Umständen aus ihrer Reiseflughöhe von 14.000 Fuß etwa 30 Meilen östlich von Pilottown, Louisiana in den Golf von Mexiko, wobei alle 42 Insassen an Bord starben.
Im Rahmen der nach dem Unfall durchgeführten Suchaktion konnten die Leichen von neun Personen sowie eine begrenzte Zahl von Flugzeugtrümmern aus dem Meer geborgen werden. Das Hauptwrack konnte trotz einer groß angelegten Suchaktion nicht lokalisiert werden.

## Unfallermittlungen
Das Civil Aeronautics Board übernahm nach dem Unfall die Ermittlungen zur Unfallursache. Der Abschlussbericht wurde am 11. Juni 1962 fertiggestellt und drei Tage später veröffentlicht.
Die Ermittler stellten darin fest, dass während des Fluges bis zu dem Unfall nichts auf eine Unregelmäßigkeit hingewiesen habe. Die Maschine habe sich entsprechend dem Flugplan an der für diesen Zeitpunkt vorgesehenen Position befunden und der Flug habe im Zeitplan gelegen. Es gab keine Funksprüche, die auf Probleme irgendeiner Art hinwiesen. Die Wetterverhältnisse seien gut gewesen und aus den Wartungsunterlagen der Maschine gingen keinerlei kritische Punkte hervor. Rußanhaftungen an den geborgenen Leichen und Wrackteilen ließen den Rückschluss zu, dass diese vor dem Aufprall auf dem Wasser kurzzeitig einer Brandquelle ausgesetzt gewesen waren. Die Befunde legten eine Bombenexplosion an Bord nahe, die jedoch aufgrund der begrenzten Zahl gefundener Trümmerteile und Leichen nicht zweifelsfrei nachgewiesen werden konnte. Die Unfallursache wurde somit nie eindeutig geklärt.

## Weitere Ermittlungen des FBI
Das Federal Bureau of Investigation ermittelte mit dem Heilpraktiker Robert Vernon Spears (* 26. Juni 1894) den möglichen Drahtzieher des mutmaßlichen Bombenanschlags auf die Maschine. Spears konnte auf eine lange kriminelle Laufbahn zurückblicken, er war 17-mal unter 14 verschiedenen Alias-Namen festgenommen worden. Er habe sich in Texas als Heilpraktiker niedergelassen und sei 1954 sogar zum Vorsitzenden der texanischen Heilpraktikervereinigung ernannt worden, aus der er allerdings 1957 wegen eines Bestechungsskandals ausgeschlossen wurde. Spears siedelte daraufhin nach Kalifornien über und eröffnete eine Hypnosepraxis. Er betrieb die Praxis gemeinsam mit einem Arzt, der Schwangerschaftsabbrüche durchführte, die zu dieser Zeit in den USA illegal waren.
Spears habe seinem langjährigen Handlanger William Taylor ein Flugticket gegeben, das auf „Dr. Spears“ ausgestellt war. Es wurde für möglich gehalten, dass Spears Taylor mittels Hypnose dazu gebracht habe, den Flug anzutreten. Spears erhoffte sich möglicherweise, durch seine vermeintliche Todesnachricht einem Strafverfahren in Los Angeles zu entgehen, außerdem wäre seiner Frau, die gerade Zwillinge zur Welt gebracht hatte, von der Lebensversicherung eine Summe von 100.000 US-Dollar ausgezahlt worden. Taylor schloss vor dem Flug selbst ebenfalls Lebensversicherungen in einer Höhe von 37.500 US-Dollar ab. Als seine Frau diese einlösen wollte, wurden die Ermittlungsbehörden verständigt.
Ein befreundeter Heilpraktiker gab den Hinweis auf Robert Vernon Spears, welcher daraufhin in Phoenix, Arizona verhaftet wurde. Spears starb am 2. Mai 1969 an einer Koronarthrombose, ohne für den Anschlag auf die Maschine belangt worden zu sein.

## Kontext
Wenige Wochen später ereignete sich auf dem National-Airlines-Flug 2511 ein vergleichbarer Zwischenfall, auch in diesem Fall konnte die Täterschaft des Hauptverdächtigen Julian A. Frank nicht nachgewiesen werden.